# Torre de televisión de San Petersburgo
La torre de televisión de San Petersburgo es una torre de televisión rusa enrejada de acero de 326 m de San Petersburgo, Rusia. Es la primera torre de televisión especializada de la Unión Soviética y se utiliza para la transmisión de televisión y radio de frecuencia modulada a lo largo de la ciudad federal.

## Historia
Su construcción comenzó en 1962. Tras su finalización en el mismo año, se la consideró la primera torre de telecomunicaciones especializada de la Unión Soviética, con la transmisión de televisión y radio de frecuencia modulada desde entonces.

## Geografía
Se encuentra en la calle Ulitsa Akademika Pavlova, 3, en la ciudad federal de San Petersburgo que, a su vez, es el centro administrativo del distrito federal del Noroeste de la Federación Rusa. La torre de la televisión se encuentra en el corazón de San Petersburgo, en la cual, se hallan varios puntos de referencia famosos, tales como parques famosos y varios terraplenes, junto a la torre o cerca de ella. Además, la estación de metro más cercana a la torre es Petrogradskaya.

## Construcción y estructura
La torre de televisión de San Petersburgo es una torre de entramado hecha de acero, por lo que también es una de las más sólidas.
Al tratarse de una torre de doble propósito, cuenta con una plataforma de observación a una altura de 191 m, por lo tanto, es una torre de observación en el mismo tiempo. Además, la torre posee una antena necesaria para la transmisión a una altura de 310 m.
Después de instalar una nueva antena en junio de 2011, la torre alcanzó una altura de 326 m.
En cuanto a los récords de altura, se la considera la segunda torre más alta, después de la Torre Ostankino y la torre más alta de Rusia, que posee una altura total de 326 m. Además, es la undécima torre enrejada más alta del mundo, la segunda torre de telecomunicaciones más alta y la torre de telecomunicaciones más alta de la Federación Rusa (véase Anexo:Torres más altas del mundo).

## Galería
Haga clic en la imagen para agrandar.

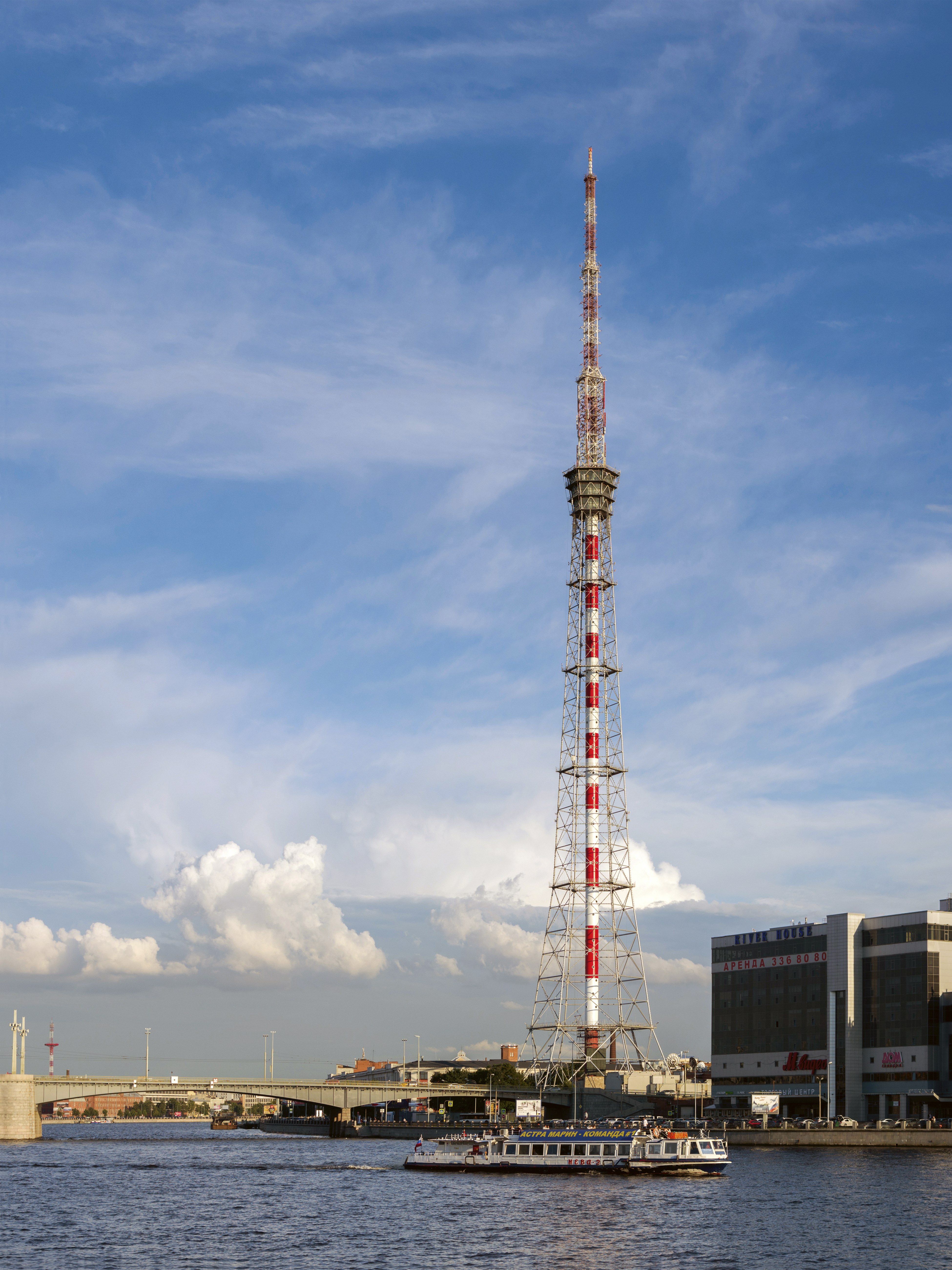
La torre de televisión de San Petersburgo como se ve desde el terraplén de Ushakovskaya
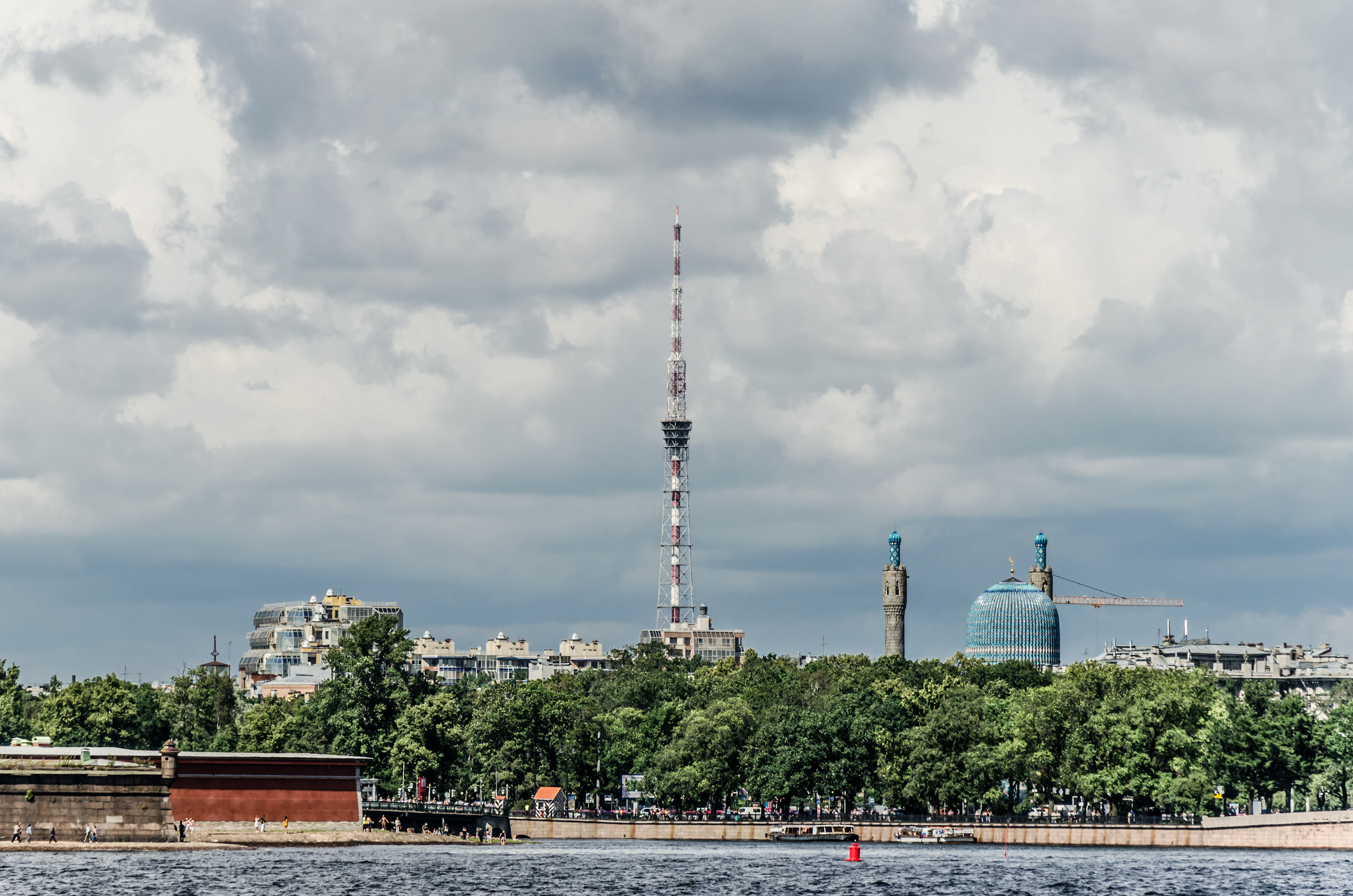
La torre de televisión de San Petersburgo como se observa desde el terraplén de Dvortsovaya
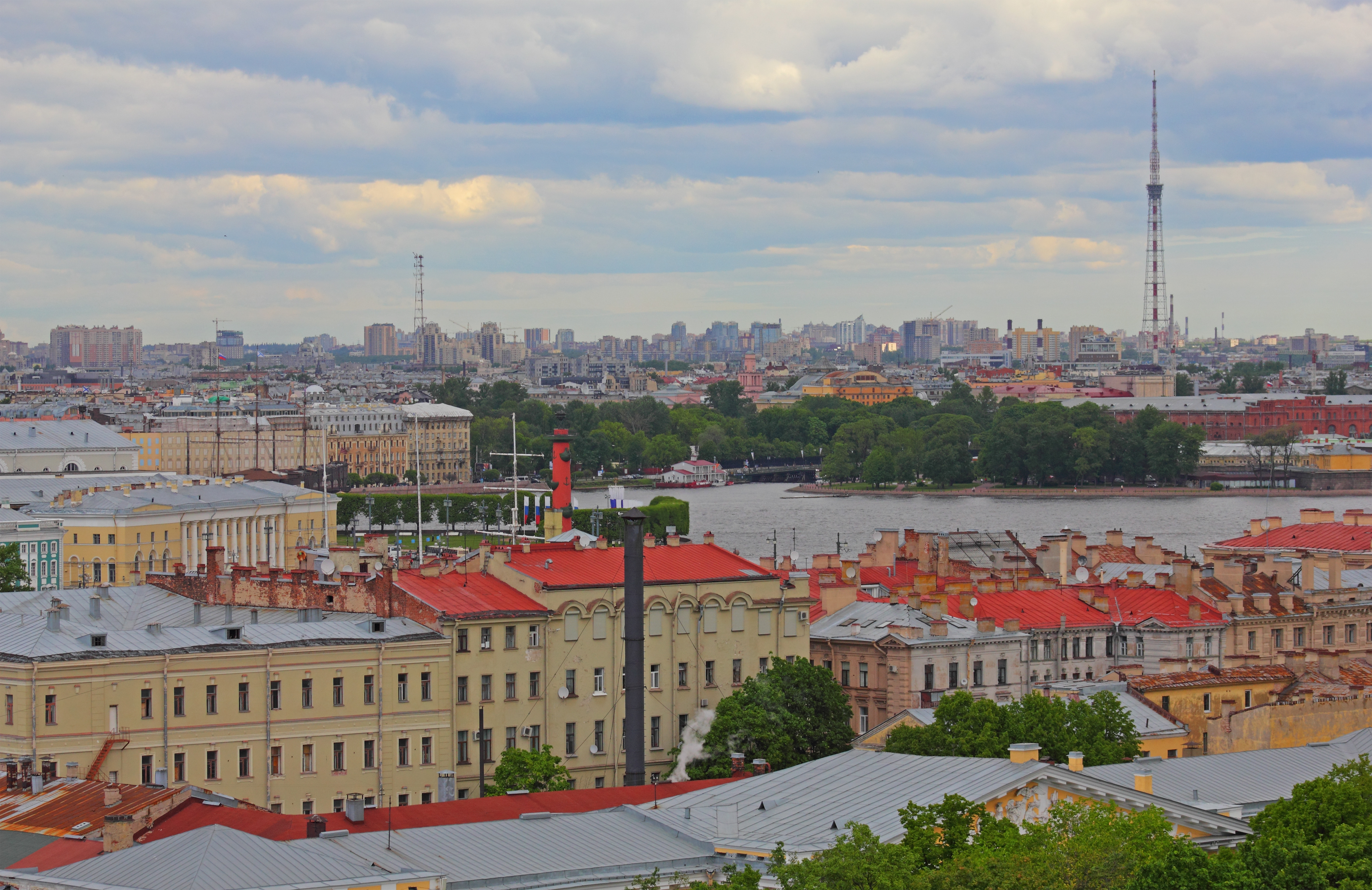
La torre de televisión de San Petersburgo (atrás a la derecha) como se ve desde la Catedral de San Isaac, tomada el 6 de mayo de 2012
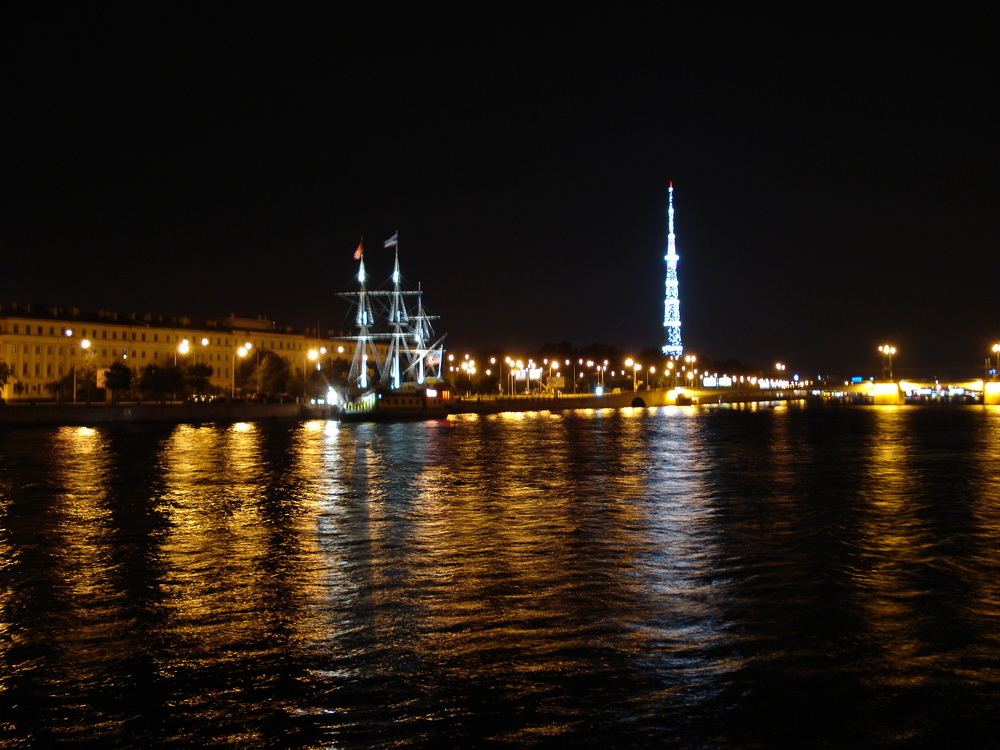
La torre de televisión de San Petersburgo de noche
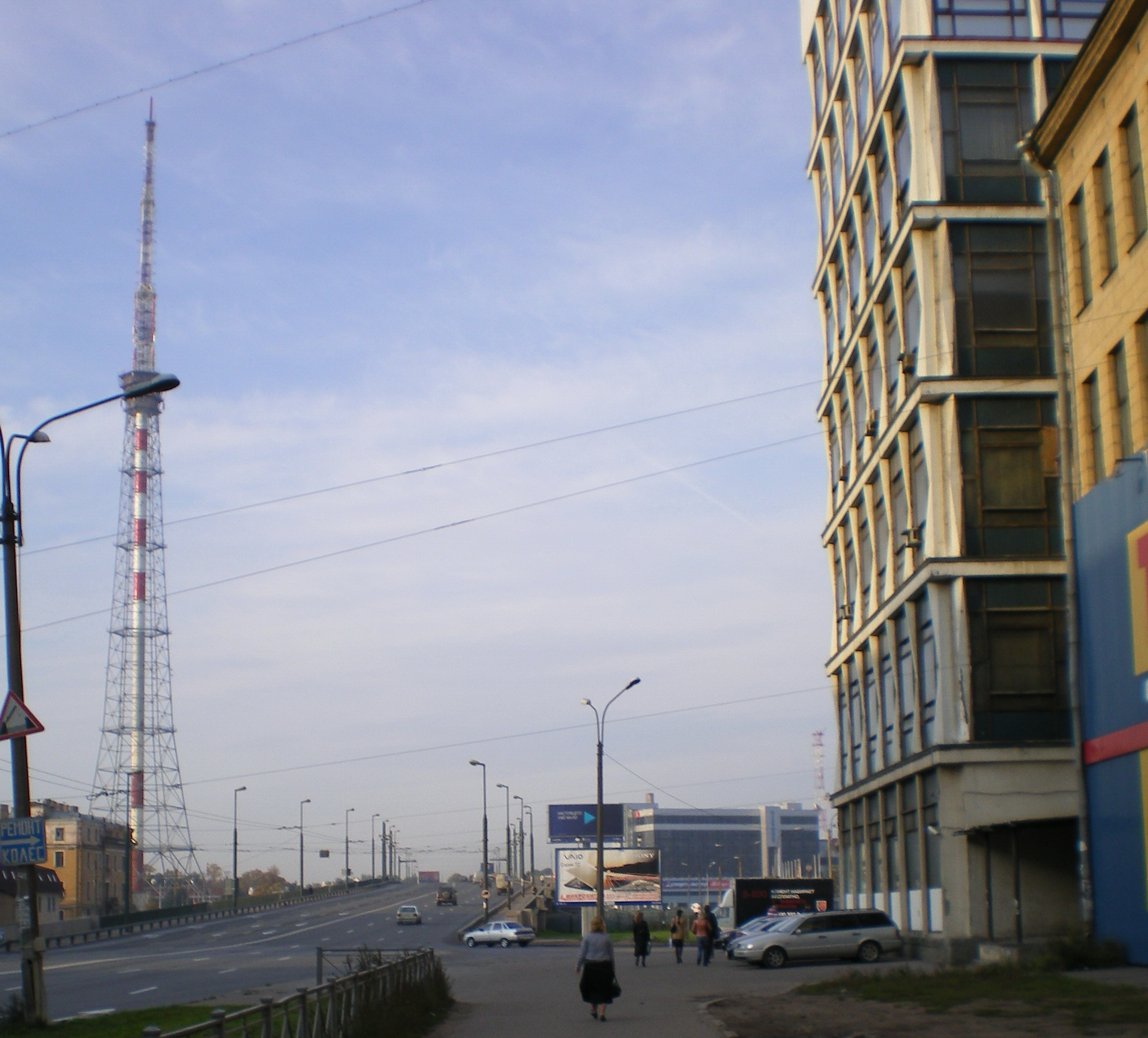
La torre de televisión de San Petersburgo (a la izquierda) y el puente (centro) tomados junto con varias torres de pisos
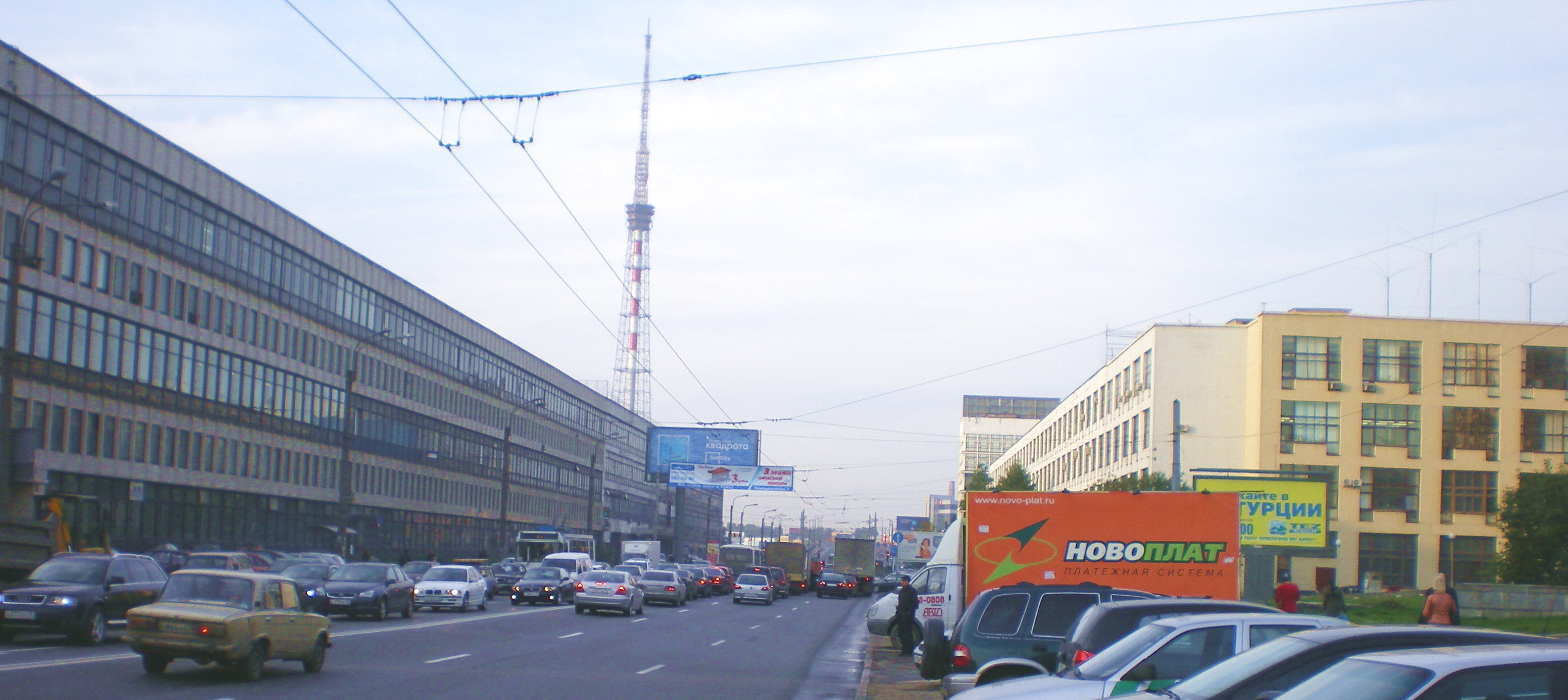
La calle Kantemirovskaya (en primer plano) hacia el puente Kantemirovskaya y la torre de televisión de San Petersburgo (de fondo)